# Free-to-play

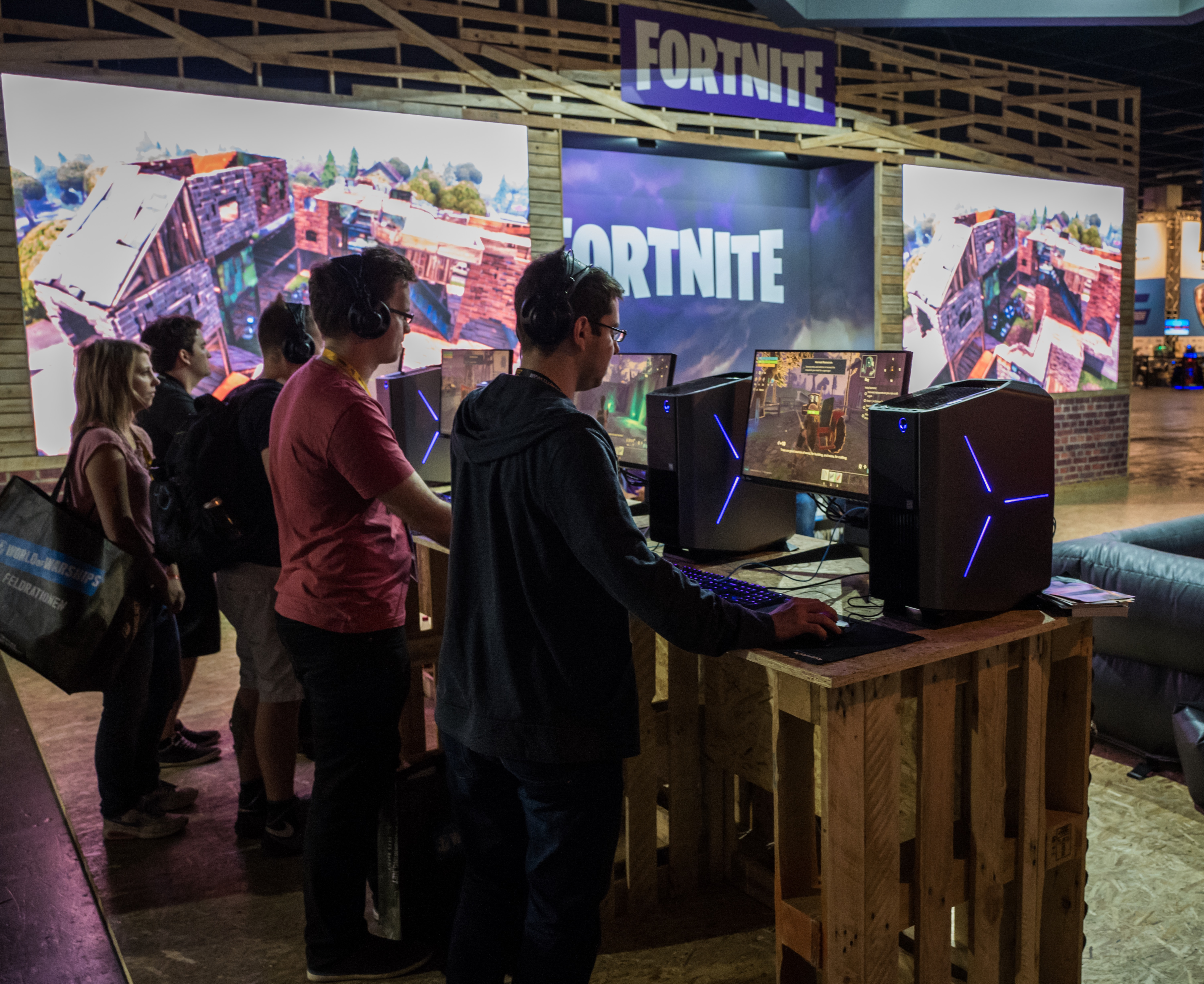
Stánek populární F2P videohry Fortnite na videoherním veletrhu Gamescom 2017

Free-to-play, zkráceně F2P, je anglické označení pro hry, za jejichž hraní se nic neplatí. Většinou je pak ve hře integrován tzv. systém mikroplateb, kdy je hra hrána zdarma, ale lze si do ní kupovat za reálné peníze výhody většinou pomocí karty, bankovního převodu, složenkou nebo pomocí SMS zprávy.

## Pay-to-win
Doslova „Zaplať a vyhraj“, touto větou neplatící hráči označují hry, kdy platící hráč má výhody nejen vizuální (oblečení, kamufláže apod.), tedy za peníze může mít lepší věci, vozidla, zbraně atd. Příkladem známé pay-to-win hry je např. mobilní hra Clash Royale nebo PC MMORPG F2P hry Nostale a Metin2.

## Příklady free-to-play her
- 4Story
- Among Us
- Battlefield Heroes
- Battlefield Play4Free
- Blacklight: Retribution
- Call of Duty: Warzone
- DC Universe Online
- Drakensang Online
- Fortnite
- Genshin Impact
- GoodGame Empire
- Hearthstone
- League of Legends
- Path of Exile
- PlanetSide 2
- Roblox
- The Settlers Online
- Star Wars: The Old Republic
- Team Fortress 2
- Valorant
- War Thunder
- World of Tanks